# Platax teira
Platax teira är en fiskart som först beskrevs av Forsskål, 1775.  Platax teira ingår i släktet Platax och familjen Ephippidae. Inga underarter finns listade i Catalogue of Life.